# Joe Jackson
David Ian Jackson, mais conhecido como Joe Jackson (Staffordshire, 11 de agosto de 1954), é um cantor e músico britânico. Fez muito sucesso no início dos anos 80, com a canção "Steppin' out", extraída do álbum Night and Day, de 1982.

## Discografia
- Look Sharp! (1979, A&M) #20 U.S., #40 UK
- I'm the Man (1979, A&M) #22 U.S., #12 UK
- Beat Crazy (1980, A&M) #41 U.S., #42 UK
- "The Harder They Come" (EP) 1980
- Jumpin' Jive (1981, A&M) #42 U.S., #14 UK
- Night and Day (1982, A&M) #4 U.S., #3 UK
- Mike's Murder (1983, A&M) #64 U.S.
- Body and Soul (1984, A&M) #20 U.S., #14 UK
- Big World (1986, A&M) #34 U.S., #41 UK
- Will Power (1987, A&M) #131 U.S.
- Live 1980/86 (1988, A&M) #91 U.S., #66 UK
- Tucker Original Soundtrack (1988, A&M)
- Blaze of Glory (1989, A&M) #61 U.S., #36 UK
- Laughter & Lust (1991, Virgin) #116 U.S., #41 UK
- Night Music (1994, Virgin)
- Heaven & Hell (1997, Sony)
- Symphony No. 1 (1999, Sony)
- Summer in the City: Live in New York (2000, Sony)
- Night and Day II (2000, Sony)
- Two Rainy Nights (2002, Great Big Island)
- Volume 4 (2003, Rykodisc)
- AfterLife (2004, Rykodisc)
- Rain, (2008, Rykodisc)

### Compilações
- Stepping Out: The Very Best of Joe Jackson 1990
- This Is It! (The A&M Years 1979-1989) (Joe Jackson) (1997, A&M)